# Starrenburg (Overschie)
De Starrenburg was een kasteel in het stadsdeel Overschie van de Nederlandse stad Rotterdam, provincie Zuid-Holland.

## Geschiedenis
Het kasteel is in de eerste helft van de 13e eeuw gebouwd. De eerst bekende leenman van Sterrenborch was ridder Gillis van Voorschoten, die in dit gebied actief was in het derde kwart van de 13e eeuw. Het kasteel zal hebben gediend als bestuurscentrum voor de baljuw van Schieland, die namens de graaf van Holland onder andere de rechtspraak regelde. De naam van het kasteel verwijst naar de achtpuntige ster in het wapen van de familie Van Voorschoten.
Dirck van Cralingen, verwant aan de familie Van Voorschoten, was in 1316 met het kasteel beleend.

### Verwoestingen en herbouw
In 1351 woedden de Hoekse en Kabeljauwse twisten en graaf Willem V liet Starrenburg slopen. Hierna werd het kasteel (deels) herbouwd, maar in 1426 volgde opnieuw een verwoesting en het duurde tot 1446 voordat het slot weer herbouwd was.
Inmiddels was het kasteel sinds begin 15e eeuw in handen van de familie Van Duvenvoorde dankzij het huwelijk van erfdochter Elburg van Cralingen met Arend IV van Duvenvoorde. In 1439 werd hun zoon Jan I van Duvenvoorde met de Starrenburg beleend.
De Jonker Fransenoorlog in 1488 bracht opnieuw schade toe aan Starrenburg. In 1574 verwoestten de Watergeuzen het kasteel om te voorkomen dat de Spaanse tegenstander het tot fortificatie kon ombouwen.

In 1615 werd het kasteel opnieuw herbouwd, maar nu als een hoge woontoren met een boerderij er aan vast. In de 19e eeuw was het huis een ruïne en begin 20e eeuw werd het restant van Starrenburg afgebroken.

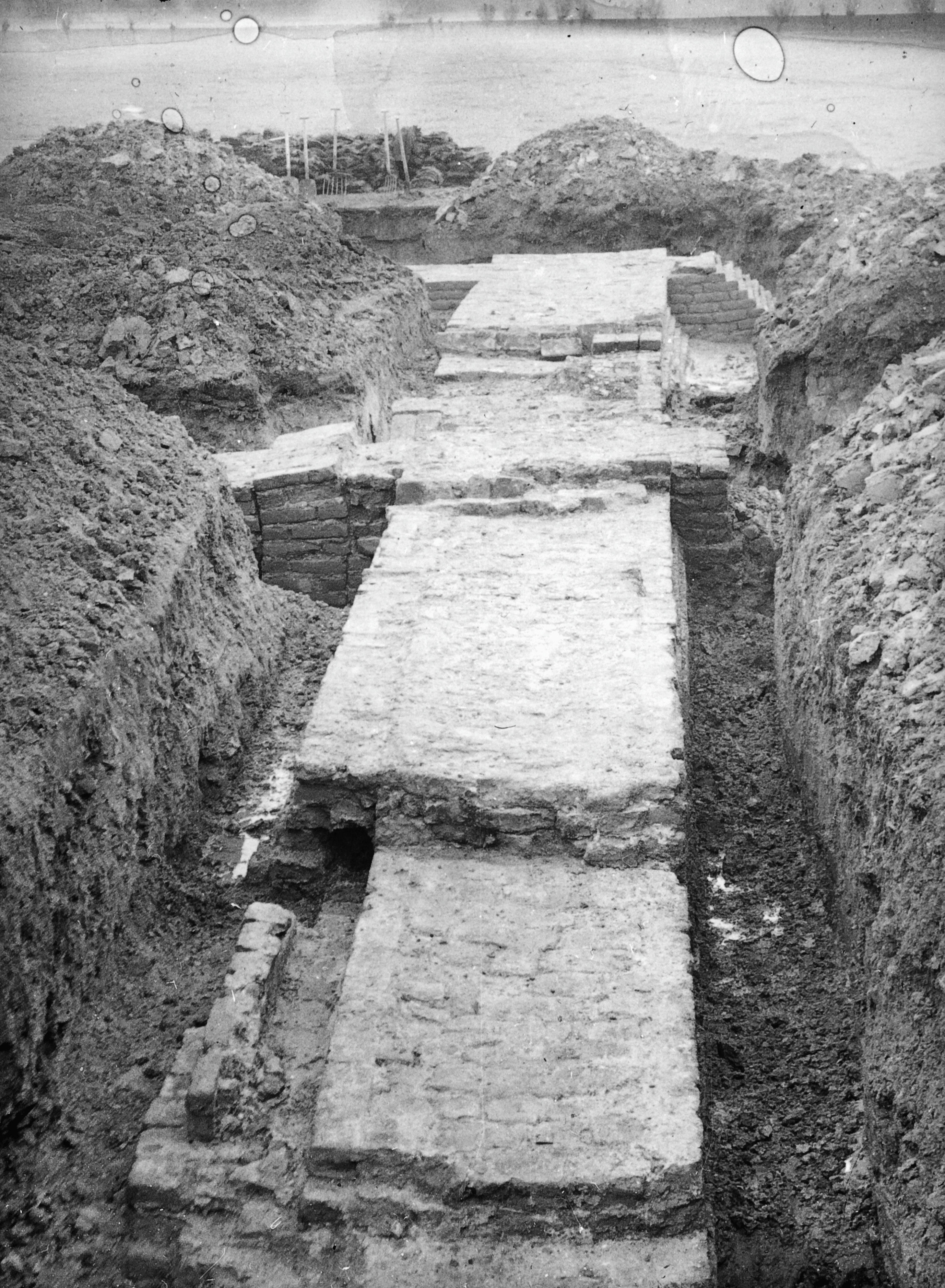
Opgraving van Starrenburg (1942)

## Beschrijving
In 1942 voerde Jaap Renaud een archeologische opgraving uit, waarbij de funderingen van het middeleeuwse kasteel werden teruggevonden.
Het middeleeuwse Starrenburg stond op een verhoging of motte. Hierop stond een toren van minstens twee verdiepingen hoog. Deze donjon was ongeveer 10 bij 10 meter groot met muren van ruim 1,5 meter dik. Op elke verdieping waren twee ruimtes aanwezig van gelijke grootte.
Tegen de noordwestzijde van de donjon was op het talud een ommuurde binnenplaats gebouwd, eveneens 10 bij 10 meter, waardoor het gehele kasteelcomplex circa 20 bij 10 meter groot was. De muren van de binnenplaats waren ruim 1 meter dik. De noordwestmuur van de binnenplaats was dieper gefundeerd dan de overige muren van het kasteel: het kasteel lag namelijk in een moeilijk toegankelijk moerasgebied en alleen aan de noordwestzijde achtte men een slotgracht nodig.
Het kasteel dat in 1615 werd gebouwd, zag er anders uit dan zijn voorganger. De woontoren telde vier verdiepingen en was 6,5 bij 6,5 meter groot. Tegen de toren aan was een boerderij gebouwd. Verder was er een bouwhuis aanwezig.

## Afbeeldingen

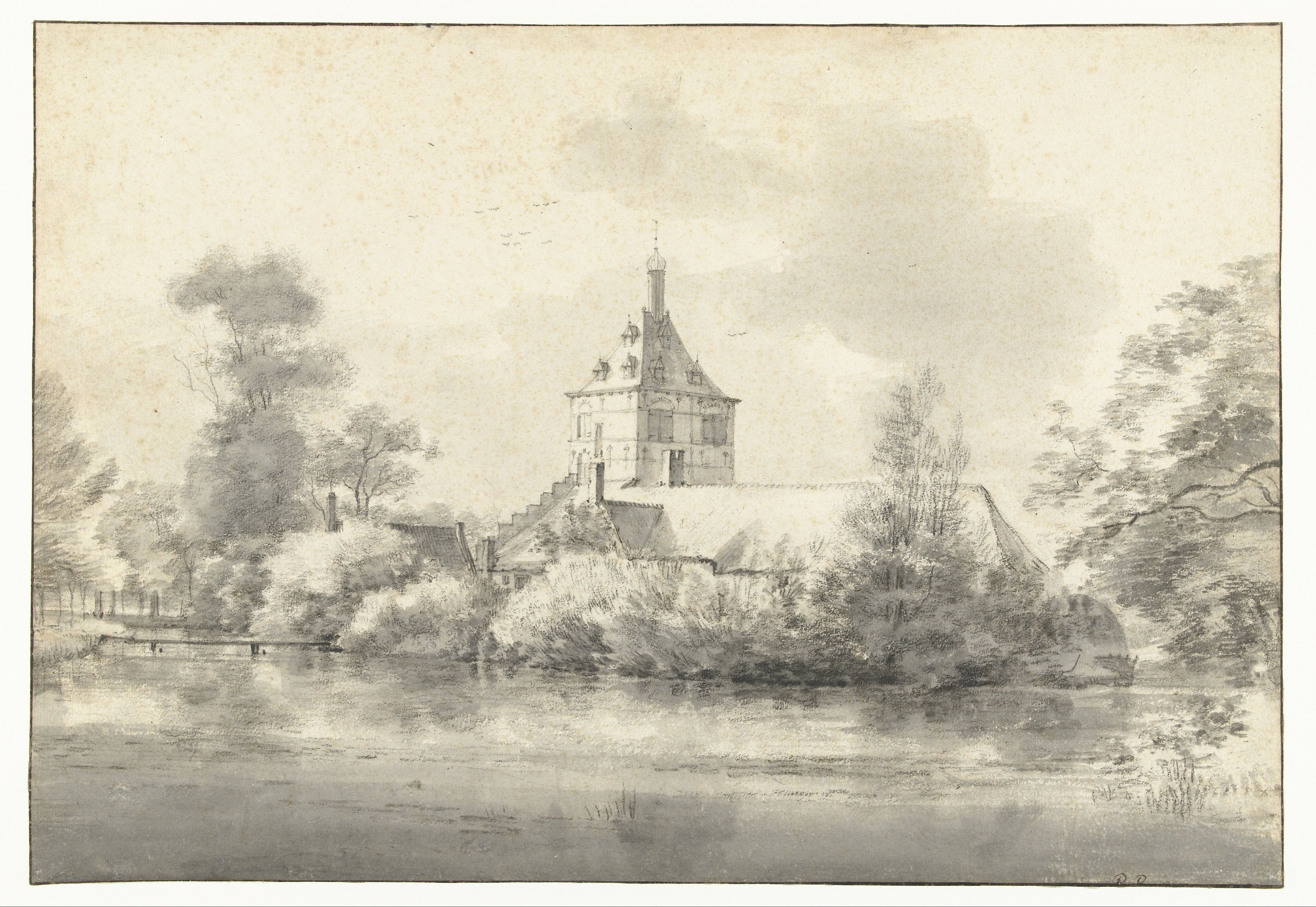
Tekening door Roelant Roghman (1646/1647)
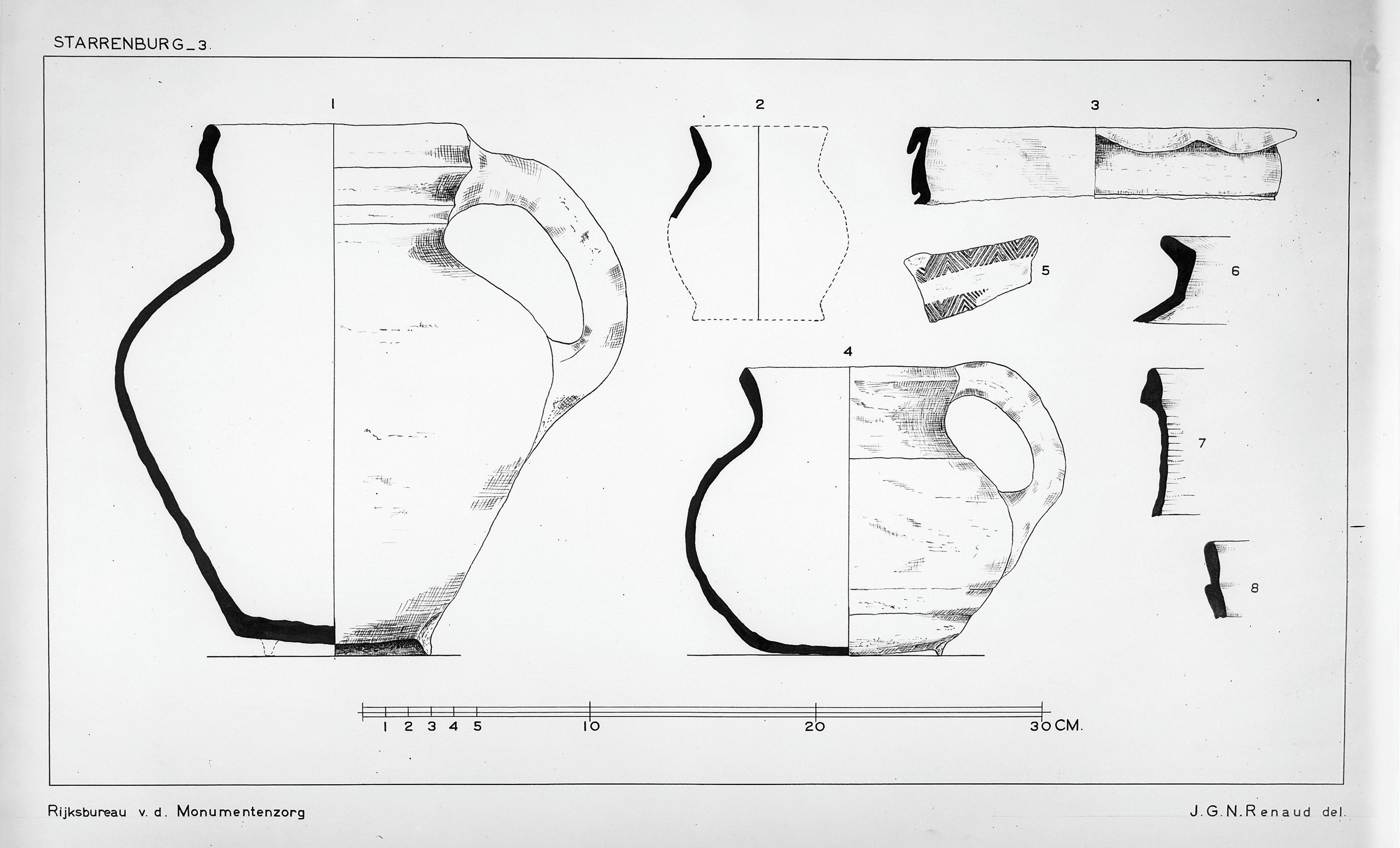
Tekening van opgegraven kannetjes
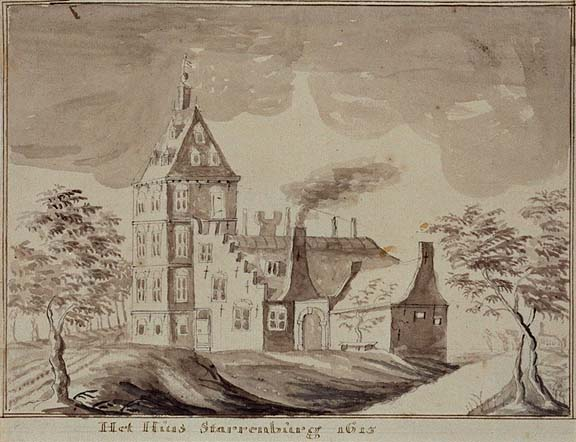
Tekening uit circa 1750 van Starrenburg

Abbenbroek · Abspoel · Adegeest · Slot Alkemade ·  Altena · Arkelsburg · Bellesteyn · Huis ten Berghe · Binckhorst · Binnenhof · Blijdestein · Te Blotinghe · Boekenburg · Boekhorst · Boshuysen · Bulgersteyn · Burcht (Leiden) · Burcht (Voorne) · Slot Capelle · Coebel · Cranenburg · Crayestein · Cronesteyn · Crooswijk · Develstein · 't Huys Dever · Dirks Steenhuis · Ter Does · Duivenstein · Duivenvoorde · Endegeest · Endepoel · Foreest · Giessenburg · Gravensteen · Groot Haesebroek · 's Heeraartsberg · Hof van Wateringen · Holy · Slot Honingen · Kasteel van de Heren van Arkel · Kasteel van Gouda · Keenenburg · Kasteel Keukenhof · Klein Poelgeest · Huis te Langerak · Langestein · Huis te Liesveld · Ter Lips · De Loo · Madeburcht · Marenburch · Meerburg · Huis te Merwede · Huis ter Mey · Kasteel van der Meye · Niemandsvriend · Noordeloos · Oud-Berendrecht · Oud-Poelgeest · Oud Teylingen · Paddenpoel · Persijn · Groot Poelgeest · Hof van Putten · Puttensteyn · Landgoed De Raephorst · Kasteel Ravesteyn · Kasteel van Rhoon · Rijnegom · Rijnenburg · Huis te Riviere · Rodenburg · Hofstad Rodenrijs · Rodenrijs · Rosenburgh · Huis Roucoop · Santhorst · Schelluinderberg · Schonenburg · Kasteel van Schoonhoven · Souburgh · Spangen · Starrenburg · Huis ter Specke · Steenvoorde · Stenevelt · Slot Teylingen · Den Toll · Torenvliet · Slot Valckesteyn · Huis ter Waard · Warmont · Ter Weer · Hof van Wena · Kasteel Westerbeek · Huis te Woude · Kasteel van IJsselmonde · 't Zand · Huis Zevender · Kasteel aan de Zevender · Zijlhof · Zonneveld · Huis Zuidwijk · Zwieten